# Campylopus searellii
Campylopus searellii là một loài rêu trong họ Dicranaceae. Loài này được R. Br. bis mô tả khoa học đầu tiên năm 1897.